# Махажиев, Рахман Саламбекович
Рахма́н Саламбе́кович Махажи́ев (5 мая 1992 год) — российский боец смешанных единоборств, чемпион России по кобудо, 5-кратный чемпион России по джиу-джитсу, чемпион России по грэпплингу, серебряный призёр чемпионата мира по грэпплингу (2010), серебряный призёр чемпионата мира по джиу-джитсу (2011), чемпион России и Европы по ММА, мастер спорта.
Студент факультета экономики и финансов Чеченского государственного университета. Его первым тренером был Сайпуди Абубакаров. Впоследствии занимался под руководством Ислама Дацаева. По состоянию на 2017 год его наставником был Хамзат Устарханов.

## Статистика боёв в смешанных единоборствах
| Результат | Дата                  | Турнир                                    | Соперник             | Страна      | Раунд | Время | Метод                               |
| --------- | --------------------- | ----------------------------------------- | -------------------- | ----------- | ----- | ----- | ----------------------------------- |
| Поражение | 31 августа 2019       | ACA 98 Fight Day                          | Аурел Пиртеа         | Румыния     | 2     | 01:31 | Сабмишном                           |
| Победа    | 13 января 2018        | ACB 78 – Young Eagles 24                  | Дамиен Лапилус       | Франция     | 1     | 3:41  | Сабмишном (замок ступни)            |
| Победа    | 9 сентября 2017 года  | ACB 69 — Young Eagles 22                  | Алонсо Мартинес      | США         | 1     | 3:33  | Сабмишном (рычаг локтя)             |
| Поражение | 25 мая 2017 года      | ACB 59 — Young Eagles 18                  | Сухроб Давлатов      | Таджикистан | 1     | 1:11  | Сабмишном (удушение «гильотиной»)   |
| Поражение | 22 октября 2016 года  | ACB 48 Revenge                            | Денис Канаков        | Россия      | 2     | 2:18  | Дисквалификацией (уклонение от боя) |
| Победа    | 16 апреля 2016 года   | ACB 33 — Young Eagles 6                   | Максим Пашков        | Украина     | 1     | 0:21  | Техническим нокаутом (удары)        |
| Победа    | 27 декабря 2015 года  | ACB 28 — Young Eagles 4                   | Джамбулат Жерештиев  | Россия      | 1     | 1:13  | Сабмишном (рычаг локтя)             |
| Победа    | 29 августа 2015 года  | ACB 21 - Grozny                           | Сергей Прокопюк      | Украина     | 1     | 3:16  | Сабмишном (удушение треугольником)  |
| Поражение | 10 апреля 2015 года   | M-1 Global — M-1 Challenge 56             | Алексей Махно        | Россия      | 3     | 0:39  | Нокаутом (удар)                     |
| Поражение | 28 февраля 2014 года  | M-1 Global — M-1 Challenge 45             | Сергей Андреев       | Россия      | 3     | 5:00  | Единогласное решение                |
| Победа    | 10 апреля 2013 года   | Berkut Cup 2013 — 4 Round                 | Аслан Уматгериев     | Россия      | 1     | 1:10  | Сабмишном (удушение треугольником)  |
| Победа    | 30 сентября 2012 года | M-1 Challenge 34 — Emelianenko vs. Gluhov | Забит Магомедшарипов | Россия      | 2     | 4:49  | Сабмишном (рычаг локтя)             |